# Aghajari (shahrestan)
Aghajari (persiska: شهرستان آغاجاری, Shahrestan-e Aghajari) är en delprovins (shahrestan) i Iran. Den ligger i provinsen Khuzestan, i den västra delen av landet. Administrativt centrum är staden Aghajari.
Delprovinsen hade 17 654 invånare 2016.